# Musso (Lombardia)
Musso (lombardul: Muss) település Olaszországban, Lombardia régióban, Como megyében. Lakosainak száma 941 fő (2023. január 1.). Musso Dongo, Pianello del Lario és Colico községekkel határos.

## Népesség
A település lakossága az elmúlt években az alábbi módon változott:
| Lakosok száma | 994  | 990  | 941  |
|               | 2017 | 2018 | 2023 |